# آندری اسکچ
آندری اسکچ (انگلیسی: Andrei Skoch؛ زادهٔ ۱۹۶۵) سیاستمدار و سرمایه‌دار اهل روسیه است. وی همچنین برندهٔ جوایزی همچون نشان الکساندر نوسکی شده‌است.